# UFC 212
UFC: 212 Aldo vs. Holloway foi um evento de artes marciais mistas (MMA) produzido pelo Ultimate Fighting Championship, ocorrido no dia 3 de junho de 2017, na Jeunesse Arena, no Rio de Janeiro.

## Background
A unificação do Cinturão Peso Pena do UFC entre o atual campeão, José Aldo, e o atual campeão interino, Max Holloway, foi o combate principal do evento.
O vencedor do The Ultimate Fighter: Team Jones vs. Team Sonnen, no peso-médio, Kelvin Gastelum, enfrentaria neste evento o ex-Campeão Peso-Médio do UFC, Anderson Silva. No entanto, em 6 de abril, ele foi retirado da luta depois de ser notificado por uma possível violação na política antidoping pela USADA, decorrente de sua luta mais recente, contra Vitor Belfort. Gastelum testou positivo para Carboxy-Tetrahydrocannabinol (Carboxy-THC), que é um metabólito da maconha e/ou do haxixe, acima da tolerância de 180 ng/mL permitidos pelo padrão da Agência Mundial Antidoping (WADA). A amostra no período de competição foi coletada na noite em que Gastelum lutou, em 11 de março, no Brasil. Ele recebeu uma suspensão provisória como resultado do teste de drogas positivo, e teve um processo completo de adjudicação. A partir de 10 de abril, foi confirmado que o ex-Campeão Peso-Médio do Strikeforce e ex-Campeão Peso-Médio do UFC, Luke Rockhold, aceitou ser o substituto de Gastelum. Por sua vez, Silva descartou a ideia um dia depois, citando que Rockhold está vindo de derrota e, por isso, não faria sentido. Em vez disso, Silva alçou um combate contra Uriah Hall, ou uma revanche contra o semi-aposentado Nick Diaz. Em 1 de maio, Silva deu ao UFC um ultimato: ou ele lutaria contra o Medalhista de Prata nos Jogos Olímpicos de 2000 e ex-campeão mundial em freestyle wrestling, Yoel Romero, pelo título interino do peso-médio, ou ele se aposentaria. Porém, apesar de ter dois meses para garantir um oponente, Silva e os funcionários da promoção confirmaram, no dia 11 de maio, que ele não competiria mais neste evento.
Felipe Arantes enfrentaria Iuri Alcântara neste evento. Contudo, em 11 de maio, Arantes foi retirado da luta por motivos não revelados, e foi substituído pelo recém-chegado na organização, Brian Kelleher.
Uma luta no peso-leve entre o vencedor do The Ultimate Fighter: Brasil 2 no peso-meio-médio, Leonardo Santos, e Olivier Aubin-Mercier, foi agendada para este evento, mas foi desfeita no dia 18 de maio, após Aubin-Mercier lesionar-se. Com isso, Santos decidiu que não lutaria mais neste card.

## Card Oficial
Nota 1 Unificação do Cinturão Peso Pena do UFC.

## Bônus da Noite
Os lutadores receberam $50.000 de bônus
- Luta da Noite:  Max Holloway vs.  José Aldo
- Performance da Noite:  Cláudia Gadelha e  Brian Kelleher